# Hugh Grant
Hugh John Mungo Grant (ur. 9 września 1960 w Hammersmith w Londynie) – angielski aktor i producent filmowy. Ma na swym koncie takie przeboje filmowe, jak Cztery wesela i pogrzeb (1994), Rozważna i romantyczna (1995), Notting Hill (1999), Dziennik Bridget Jones (2001), Dwa tygodnie na miłość (2002) czy Był sobie chłopiec (2002).

## Życiorys

### Wczesne lata
Urodził się w Charing Cross Hospital w londyńskiej dzielnicy Hammersmith. Jego matka, Fyvola Susan (z domu MacLean) była nauczycielką, a ojciec, kpt. James Murray Grant, był artystą i sprzedawcą dywanów. Ma starszego brata Jamesa.
Uczęszczał do Hogarth Primary School w Chiswick i St Peter’s Primary School w Hammersmith, a następnie kontynuował naukę w szkołach londyńskich: Wetherby School i Latymer Upper School. W 1979 otrzymał stypendium z New College w Oksfordzie, gdzie w 1982 ukończył studia na wydziale literatury. Potem pisał teksty do reklamówek telewizyjnych.

### Kariera

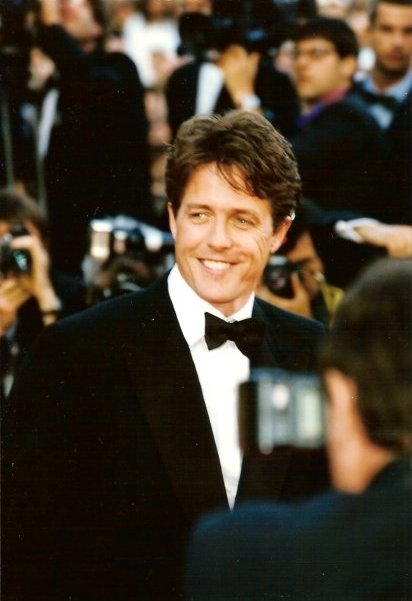
Hugh Grant (1997)

Jeszcze podczas studiów debiutował przed kamerami jako Lord Adrian w komediodramacie Oxford University Film Foundation Privileged (1982) z Imogen Stubbs, Markiem Williamsem i Jamesem Wilbym. Aby uzyskać kartę Equity, wstąpił do teatru regionalnego Nottingham Playhouse i przez rok mieszkał w Park Terrace w The Park Estate. Znudzony małymi rolami, stworzył swoją własną komediową rewię o nazwie The Jockeys of Norfolk, nazwisko zaczerpnięte ze sztuki szekspirowskiej Richard III, z przyjaciółmi Chris Lang i Andy Taylor. Grupa koncertowała w londyńskim klubie komediowym z postojami w The George IV w Chiswick, Canal Cafe Theatre w Maida Vale i The King’s Head w Islington. The Jockeys of Norfolk ostatecznie okazał się hitem na Edinburgh Festival, po tym, jak ich szkic na temat Narodzenia Jezusa, trafił do programu telewizyjnego BBC Two Edinburgh Nights. W tym czasie Grant pojawił się także w teatralnych przedstawieniach takich sztuk, jak An Inspector Calls J.B. Priestleya (na Royal Exchange w Manchesterze), Wachlarz lady Windermere i Koriolan.
Wkrótce Merchant Ivory Productions zaangażował go do roli Clive’a Durhama w edwardiańskim dramacie Maurycy (1987) na podstawie powieści E.M. Forstera, za którą zdobył Puchar Volpiego dla najlepszego aktora na 44. MFF w Wenecji.
W dramacie sensacyjnym Michaela Radforda Biała intryga (1988) z Gretą Scacchi i Charlesem Dance’em wcielił się w postać barona Delamere – Hugh Cholmondeleya. Był lordem Byronem w hiszpańskim filmie biograficznym Wioślarstwo z wiatrem (Remando al viento, 1988) z Elizabeth Hurley i Ronanem Vibertem. Grał Lorda Jamesa D’Amptona w adaptacji powieści Brama Stokera Kryjówka Białego Węża (1988) w reż. Kena Russella z Catherine Oxenberg. W dramacie wojennym Brzask (The Dawning, 1988) z Anthonym Hopkinsem, Jean Simmons i Trevorem Howardem wystąpił w niewielkiej roli jako Harry. W biograficznym filmie Bengalska noc (la Nuit Bengali, 1988) z Johnem Hurtem na podstawie powieści Mircea Eliade i scenariusza Jean-Claude’a Carrière zagrał postać inżyniera pracującego w latach 30. w Kolkacie.
W telewizyjnym dramacie kryminalnym Wielki człowiek (The Big Man, 1990) u boku Liama Neesona, Joanne Whalley, Iana Bannena i Billy’ego Connolly’ego pojawił się jako Gordon. Zagrał główną rolę Fryderyka Chopina w dramacie Improwizacja (Impromptu, 1991) z Judy Davis (jako George Sand), Mandym Patinkinem (Alfred de Musset) i Julianem Sandsem (Ferenc Liszt).
Roman Polański powierzył mu rolę młodego żonkosia, konserwatywnego Nigela Dobsona w dramacie psychologicznym Gorzkie gody (1992) z Kristin Scott Thomas, Emmanuelle Seigner i Peterem Coyote’em. Wystąpił jako Reginald Cardinal, chrześniak Lorda Darlingtona (James Fox) w dramacie Jamesa Ivory’ego Okruchy dnia (1993) na podstawie powieści brytyjskiego autora japońskiego pochodzenia Kazuo Ishiguro u boku Anthony’ego Hopkinsa, Emmy Thompson i Christophera Reeve’a.
Za rolę Charlesa w komedii romantycznej Mike’a Newella Cztery wesela i pogrzeb (1994) według scenariusza Richarda Curtisa z Andie MacDowell otrzymał Złoty Glob dla najlepszego aktora w filmie komediowym lub musicalu, Nagrodę Brytyjskiej Akademii Filmowej dla najlepszego aktora pierwszoplanowego oraz Chicago Film Critics dla najbardziej obiecującego aktora. W komediodramacie Syreny (Sirens, 1993) z Tarą Fitzgerald, Samem Neillem i Elle Macpherson zagrał młodego anglikańskiego pastora Anthony’ego Campiona. W melodramacie kostiumowym Czas przemian (1995) według powieści Rose Tremain z Robertem Downeyem Jr. i Meg Ryan wystąpił jako wynajęty malarz Elias Finn.
W 2006 odebrał honorowego Cezara za całokształt twórczości, przyznanego przez Francuską Akademię Filmową.
Aktor był też brany pod uwagę do roli Gilderoya Lockhart w serii filmów „Harry Potter”.

## Życie prywatne
Grant w młodości był czynnym sportowcem, grał w krykieta i piłkę nożną. Obecnie gra w golfa, od czasu do czasu bierze udział w zawodach cyklu Pro-Am. Jest fanem klubu piłkarskiego Fulham F.C.

### Związki
W latach 1987–2000 był związany z aktorką Elizabeth Hurley. Pozostając z nią w związku, 27 czerwca 1995 został aresztowany za publiczne uprawianie seksu oralnego z prostytutką w swoim samochodzie, za co został skazany na 1180 dolarów grzywny oraz dwuletni nadzór sądowy. Po rozstaniu z Hurley romansował ze stylistką Caroline Stanbury (2000–2001), Sandrą Bullock (2001), Martine McCutcheon (2003), Daną Verbytską (2004), Jemimą Khan (2004–2007) i Drew Barrymore (2007).
W styczniu 2011 w chińskiej restauracji w Londynie poznał Chinkę Tinglan Hong. 26 września 2011 urodziła się ich córka Tabitha. Para rozstała się w 2012. W listopadzie 2011 spotykał się z niemiecką artystką, Elisą Schmidt. W lutym 2012 związał się z młodszą o 18 lat szwedzką prezenterką Anną Elisabet Eberstein, która we wrześniu 2012 urodziła syna Johna Mungo. 16 lutego 2013 został ojcem syna Felixa Changa Honga Granta, którego urodziła Tinglan Hong. 25 maja 2018 ożenił się z Anną Eberstein, a skromna uroczystość odbyła się w Londynie.

## Filmografia
| Rok  | Tytuł polski                                        | Tytuł oryginalny                                           | Rola |
| ---- | --------------------------------------------------- | ---------------------------------------------------------- | --- |
| 1982 | Uprzywilejowany                                     | Privileged                                                 | Lord Adrian                                                                                             |
| 1985 | Prywatna wojna Jenny                                | Jenny’s War                                                | Peter Baines                                                                                            |
| 1985 | The Last Place on Earth                             | The Last Place on Earth                                    | Apsley Cherry-Garrard                                                                                   |
| 1985 | Honour, Profit & Pleasure                           | Honour, Profit & Pleasure                                  | Burlington                                                                                              |
| 1986 | Lord Elgin and Some Stones of No Value              | Lord Elgin and Some Stones of No Value                     | William Hamilton                                                                                        |
| 1987 | Maurycy                                             | Maurice                                                    | Clive Durham                                                                                            |
| 1987 | Biała gorączka                                      | White Mischief                                             | Hugh |
| 1988 | Remando al viento                                   | Remando al viento                                          | Lord Byron                                                                                              |
| 1988 | Bengalska noc                                       | Nuit Bengali, La                                           | Allan                                                                                                   |
| 1988 | Brzask                                              | The Dawning                                                | Harry                                                                                                   |
| 1988 | Kryjówka Białego Węża                               | The Lair of the White Worm                                 | Lord James D’Ampton                                                                                     |
| 1988 | Nocturnes                                           | Nocturnes                                                  | Chopin                                                                                                  |
| 1989 | Szampański Charlie                                  | Champagne Charlie                                          | Charles Heidsieck                                                                                       |
| 1989 | The Lady and the Highwayman                         | The Lady and the Highwayman                                | Lord Lucius Vyne                                                                                        |
| 1989 | Póki się znów nie spotkamy                          | Till We Meet Again                                         | Bruno                                                                                                   |
| 1990 | Wielki człowiek                                     | The Big Man                                                | Gordon                                                                                                  |
| 1991 | Nasi synowie                                        | Our Sons                                                   | James                                                                                                   |
| 1991 | Improwizacja                                        | Impromptu                                                  | Fryderyk Chopin                                                                                         |
| 1991 | The Trials of Oz                                    | The Trials of Oz                                           | Richard Neville                                                                                         |
| 1992 | Gorzkie gody                                        | Bitter Moon                                                | Nigel                                                                                                   |
| 1993 | Okruchy dnia                                        | The Remains of the day                                     | Cardinal                                                                                                |
| 1993 | Nocny pociąg do Wenecji                             | Night Train to Venice                                      | Martin Gamil                                                                                            |
| 1994 | Syreny                                              | Sirens                                                     | Wielebny Anthony Campion                                                                                |
| 1994 | The Changeling                                      | The Changeling                                             | Alsemero                                                                                                |
| 1994 | Cztery wesela i pogrzeb                             | Four Weddings and a Funeral                                | Charles                                                                                                 |
| 1995 | Czas przemian                                       | Restoration                                                | Elias Finn                                                                                              |
| 1995 | Rozważna i romantyczna                              | Sense and Sensibility                                      | Edward Ferrars                                                                                          |
| 1995 | O Angliku, który wszedł na wzgórze, a zszedł z góry | The Englishman Who Went Up a Hill But Came Down a Mountain | Anson                                                                                                   |
| 1995 | Nieprawdopodobna historia                           | An Awfully Big Adventure                                   | Meredith Potter                                                                                         |
| 1995 | Dziewięć miesięcy                                   | Nine Months                                                | Samuel Faulkner                                                                                         |
| 1996 | Krytyczna terapia                                   | Extreme Measures                                           | Dr Guy Luthan                                                                                           |
| 1999 | Notting Hill                                        | Notting Hill                                               | William Thacker                                                                                         |
| 1999 | Mickey Niebieskie Oko                               | Mickey Blue Eyes                                           | Michael Felgate                                                                                         |
| 2000 | Drobne cwaniaczki                                   | Small Time Crooks                                          | David                                                                                                   |
| 2001 | Dziennik Bridget Jones                              | Bridget Jones’s Diary                                      | Daniel Cleaver                                                                                          |
| 2002 | Był sobie chłopiec                                  | About a Boy                                                | Will Freeman                                                                                            |
| 2002 | Dwa tygodnie na miłość                              | Two Weeks Notice                                           | George Wade                                                                                             |
| 2003 | To właśnie miłość                                   | Love Actually                                              | Premier                                                                                                 |
| 2004 | Bridget Jones: W pogoni za rozumem                  | Bridget Jones: The Edge of Reason                          | Daniel Cleaver                                                                                          |
| 2005 | Remont kapitalny                                    | Travaux, on sait quand ça commence...                      | Nowy sąsiad                                                                                             |
| 2006 | Jak zostać gwiazdą                                  | American Dreamz                                            | Martin Tweed                                                                                            |
| 2007 | Prosto w serce                                      | Music and Lyrics                                           | Alex Fletcher                                                                                           |
| 2009 | Słyszeliście o Morganach?                           | Did You Hear About the Morgans?                            | Paul Morris                                                                                             |
| 2012 | Atlas chmur                                         | Cloud Atlas                                                | Wielebny Giles Horrox / Ochroniarz hotelu / Lloyd Hooks / Denholme Cavendish / Widzący Rhee / Wódz Kona |
| 2014 | One Rogue Reporter                                  | One Rogue Reporter                                         | |
| 2014 | Scenariusz na miłość                                | The Rewrite                                                | Keith Michaels                                                                                          |
| 2015 | Kryptonim U.N.C.L.E.                                | The Man From U.N.C.L.E.                                    | Waverly                                                                                                 |
| 2016 | Boska Florence                                      | Florence Foster Jenkins                                    | St Clair Bayfield                                                                                       |
| 2018 | Skandal w angielskim stylu                          | A Very English Scandal                                     | Jeremy Thorpe                                                                                           |
| 2019 | Dżentelmeni                                         | The Gentlemen                                              | Fletcher                                                                                                |
| 2020 | Od nowa                                             | The Undoing                                                | Jonathan Fraser                                                                                         |
| 2023 | Gra fortuny                                         | Operation Fortune: Ruse de Guerre                          | Greg Simmonds                                                                                           |
| 2024 | Heretyk                                             | Heretic                                                    | pan Reed                                                                                                |
| 2025 | Bridget Jones: Szalejąc za facetem                  | Bridget Jones: Mad About the Boy                           | Daniel Cleaver                                                                                          |

## Nagrody
| Rok  | Nagroda                                             | Kategoria                                        | Film                           |
| ---- | --------------------------------------------------- | ------------------------------------------------ | ------------------------------ |
| 1987 | Międzynarodowy Festiwal Filmowy w Wenecji           | Puchar Volpiego dla najlepszego aktora           | Maurycy (1987)                 |
| 1994 | Nagroda BAFTA                                       | Najlepszy aktor pierwszoplanowy                  | Cztery wesela i pogrzeb (1994) |
| 1995 | Złoty Glob                                          | Najlepszy aktor w filmie komediowym lub musicalu | Cztery wesela i pogrzeb (1994) |
| 1995 | MTV Movie Award                                     | Najlepszy przełomowy występ                      | Cztery wesela i pogrzeb (1994) |
| 2002 | Brytyjska Nagroda Filmowa „London Evening Standard” | Nagroda Petera Sellersa w kategorii komedia      | Dziennik Bridget Jones (2001)  |
| 2003 | Nagroda BAFTA                                       | Stypendium Brytyjskiego Instytutu Filmowego      | –                              |
| 2003 | Nagroda dla mężczyzny roku „GQ”                     | Aktor filmowy w komedii                          | Był sobie chłopiec (2002)      |
| 2006 | Cezar                                               | Cezar Honorowy                                   | –                              |